# Vóni
Vóni, en grec moderne : Βόνη est un village du dème de Minóa Pediáda, en Crète, en Grèce. Selon le recensement de 2001, la population de Vóni compte 483 habitants. Il est situé à une altitude de 330 m et à une distance de 27 km de Héraklion.